# Nycteribia schmidlii
Nycteribia schmidlii är en tvåvingeart som beskrevs av Ignaz Rudolph Schiner 1853. Nycteribia schmidlii ingår i släktet Nycteribia och familjen lusflugor. Inga underarter finns listade i Catalogue of Life.